# 有声歯・歯茎たたき音およびはじき音
有声歯茎たたき音または弾き音（ゆうせい しけい たたきおん または はじきおん、英: voiced alveolar tap/flap）は、一部の音声言語で使用される子音の一種である。歯、歯茎、または後部歯茎たたき音またははじき音を表わす国際音声記号は [ɾ]。

## 概要
「たたき音（tap）」と「はじき音（flap）」という用語はしばしば区別しないで使用される。音声学の名著『A Course in Phonetics』を執筆したイギリスの音声学者であるPeter Ladefogedは、たたき音とはじき音について、以下のような区別を提案した。
- たたき音は非常に短い閉鎖音として直接接触点を打つ
- はじき音は接線的に接触点を打つ

はじき音は、最も典型的には、舌尖を歯槽堤の後ろに後退させ、それが通過中に歯槽堤に当たるように前方に移動させることによって作られる。歯茎たたき音とはじき音との間の区別はIPAでたたき音 [ɾ] とはじき音 [ɽ] を使って書くことができる。「そり舌」記号が、舌先が歯槽堤の後ろに丸まっているところから始まる後者のために使われている。この区別は、一部のアメリカ英語話者の発話では、potty /pɑti/⇒[pɑɾi]（たたき音の [ɾ]） と party /pɑrti/⇒[pɑɽi]（はじき音 [ɽ] ）という単語の違いを際立たせる際に顕著である。
この区別を行う言語学者は、舌頂たたき音（スペイン語のpero）を [ɾ] と転写し、はじき音（アメリカ英語のladder）を [ᴅ] と転写する。後者は、IPAによって承認されていない。そうでなければ、歯茎音および歯音は通常「たたき音」と呼ばれ、その他の調音が「はじき音」と呼ばれる。同じ調音部位のたたき音とはじき音が対立する言語はない。
この音は英語を母語としない人によってしばしば分析され、多くの外国語における「R音」と解釈されている。分節音が存在するが音素性がない言語では、この分節音は歯茎閉鎖音（[t]、[d]、またはその両方）またはR音（歯茎ふるえ音や歯茎接近音など）のいずれかの異音であることが多い。
この歯茎たたき音がその言語における唯一のR音であるとすると、厳密に言えばふるえ音を表わすものの /r/ と転写されるかもしれない。

### 弾音化
英語では、とある条件下において、無声歯茎閉鎖音/t/の発音が、有声歯茎たたき音およびはじき音[ɾ]（日本語のラ行の音）に変化することがある。この現象は、調音の際の舌の動かし方によって「フラッピング（英: flapping）」又は「タッピング（英: tapping）」といわれ、両者を合わせて一般的には「弾音化」と呼ばれている。

## 有声歯茎たたき音およびはじき音

### 特徴
有声歯茎たたき音またははじき音の特徴:
- 調音方法はたたきまたははじきであり、これは舌が非常に短時間接触するように筋肉の一回の収縮を使って生み出されることを意味する。
- 調音部位は歯または歯茎で、これは上前歯の後ろまたは歯槽堤の位置で調音されることを意味する。ほとんどの場合舌尖音であり、これは舌の先端を使って発音されることを意味する。
- 発声は有声であり、これは調音の間に声帯が振動することを意味する。
- 口音であり、これは空気が口だけから抜けることができることを意味する。
- 中線音であり、これは舌の側面ではなく、中央に沿って気流を導くことによって生み出されることを意味する。
- 気流機構は肺臓的であり、これは、ほとんどの音と同様に、肺と横隔膜だけで空気を押すことによって調音されることを意味する。

### 存在
- 日本語 - そら [soɾa]。日本語ではラ行の子音が母音に挟まれたときに現れる。話者によってはそり舌はじき音を用いる。
- アイヌ語 - ror [ɾoɾ]　（上座）
- スペイン語 - pero [peɾo] （しかし）
- 朝鮮語 - 나라 [naɾa] （国）

| 言語                     | 言語                     | 単語           | IPA          | 意味               | 注記 |
| ------------------------ | ------------------------ | -------------- | ------------ | ------------------ | --- |
| アラビア語               | エジプト                 | رجل            | [ɾeɡl]       | '脚'               | 強勢形と対立。 |
| アラビア語               | レバノン                 | \|إجر          | [ʔəʒəɾ]      | '賃金'             | |
| アラビア語               | モロッコ                 |                |              |                    | |
| アルメニア語             | 東アルメニア語           | րոպե           | [ɾopɛ]       | '分'               | 全ての位置で /r/ と対立。 |
| バスク語                 | バスク語                 | begiratu       | [beˈɣiɾaˌtu] | '見る'             | /r/ と対立。 |
| ベンガル語               | ベンガル語               | আবার            | [abaɾ]       | '再び'             | 他言語における [r ~ ɹ] に相当し、単語の内側および末で [r] に対して生じるかもしれない。                                                                            |
| カタルーニャ語           | カタルーニャ語           | mira           | [ˈmiɾə]      | '見る'             | /r/ 対立。 |
| デンマーク語             | デンマーク語             | nordisk        | [ˈnoɐ̯ɾisk]   | 'スカンジナビアの' | 母音の間の /d/ の可能性のある現実態。 |
| 英語                     | コックニー               | better         | [ˈbe̞ɾə]      | 'より良い'         | /t/ の母音間異音。[[ʔ] ~ [tʰ] ~ [tˢ]] と自由変異する。フラッピングを見よ。                                                                                        |
| 英語                     | オーストラリア           | better         | [ˈbeɾə]      | 'より良い'         | /t/ の母音間異音。一部のオーストラリア人では /d/ でも。ニュージーランドよりもオーストラリアでよく見られる。                                                       |
| 英語                     | ニュージーランド         | better         | [ˈbeɾɘ]      | 'より良い'         | /t/ の母音間異音。一部のオーストラリア人では /d/ でも。ニュージーランドよりもオーストラリアでよく見られる。                                                       |
| 英語                     | ダブリン                 | better         | [ˈbɛɾɚ]      | 'より良い'         | /t/ および /d/ の母音間異音。多くの方言に存在する。地域（ローカル）ダブリン英語では代わりに、新ダブリン英語および主流ダブリン英語とは異なり、[ɹ] の可能性がある。 |
| 英語                     | 北米                     | better         | [ˈbɛɾɚ]      | 'より良い'         | /t/ および /d/ の母音間異音。多くの方言に存在する。地域（ローカル）ダブリン英語では代わりに、新ダブリン英語および主流ダブリン英語とは異なり、[ɹ] の可能性がある。 |
| 英語                     | アルスター               | better         | [ˈbɛɾɚ]      | 'より良い'         | /t/ および /d/ の母音間異音。多くの方言に存在する。地域（ローカル）ダブリン英語では代わりに、新ダブリン英語および主流ダブリン英語とは異なり、[ɹ] の可能性がある。 |
| 英語                     | イングランド西部地方     | better         | [ˈbɛɾɚ]      | 'より良い'         | /t/ および /d/ の母音間異音。多くの方言に存在する。地域（ローカル）ダブリン英語では代わりに、新ダブリン英語および主流ダブリン英語とは異なり、[ɹ] の可能性がある。 |
| 英語                     | アイルランド             | three          | [θɾiː]       | '3'                | 保守的な訛り。他方言における [ɹ ~ ɻ ~ ʁ] に相当する。 |
| 英語                     | スコットランド           | three          | [θɾiː]       | '3'                | ほとんどの話者。その他は [ɹ ~ r] を使用する。 |
| 英語                     | より古い容認発音         | three          | [θɾiː]       | '3'                | /ɹ/ の異音 |
| 英語                     | スカウス                 | three          | [θɾiː]       | '3'                | /ɹ/ の異音 |
| 英語                     | 南アフリカ               | three          | [θɾiː]       | '3'                | 幅広い話者。代わりに [ɹ ~ r] の可能性がある。 |
| ギリシア語               | ギリシア語               | μηρός / mirós  | [miˈɾ̠o̞s]     | '腿'               | いくぶん後方化している。/r/ の最も一般的な現実態。 |
| ヒンドゥスターニー語     | ヒンドゥスターニー語     | मेरा / میرا      | [meːɾaː]     | '私の'             | 母音間での /r/ の異音。 |
| 日本語                   | 日本語                   | 心 / こころ    | [ko̞ko̞ɾo̞]     | 'こころ'           | [ɺ] と変動。 |
| 朝鮮語                   | 朝鮮語                   | 여름 / yeoreum | [jʌɾɯm]      | '夏'               | 母音間または母音と /h/ との間での /l/ の異音 |
| マオリ語                 | マオリ語                 | whare          | [ɸaɾɛ]       | '家'               | ふるえ音になる時がある。 |
| ネパール語               | ネパール語               | तारा             | [t̪äɾä]       | '星'               | /r/ の母音間異音。 |
| ノルウェー語             | ノルウェー語             | bare           | [ˈbɑ̂ː.ɾə]    | '〜だけ'           | 方言によって、ふるえ音 [r]、接近音 [ɹ]、または口蓋垂音 [ʀ~ʁ] として実現されるかもしれない。                                                                       |
| ポーランド語             | ポーランド語             | który          | [ˈktu.ɾɘ̟]    | 'どの'             | 注意深い発話ではふるえ音になる。 |
| ポルトガル語             | ポルトガル語             | prato          | [ˈpɾatu]     | '皿'               | 歯音からそり舌音の異音。方言によって差異がある。母音間でのみ /ʁ/ およびその口蓋垂異音と対立。                                                                     |
| スコットランド・ゲール語 | スコットランド・ゲール語 | {{{2}}}        | [moːɾ]       | '大きい'           | r の軟音化および非先頭広子音形。しばしば単に /r/ と転写される。先頭の軟化してない広子音形はふるえ音 [rˠ] であるが、狭子音形は [ɾʲ] である（一部の方言では [ð]）。 |
| スペイン語               | スペイン語               | caro           | [ˈkaɾo̞]      | ' 高価な'          | /r/ と対立。 |
| タミル語                 | タミル語                 | மரம்            | [maɾam]      | '木'               | |
| トルコ語                 | トルコ語                 | ara            | [ˈäɾä]       | '間隔'             | 母音間。どの場所にも完全に接触しないかもしれない。 |
| ウズベク語               | ウズベク語               | ёмғир/yomg‘ir  | [ʝɒ̜mˈʁ̟ɨɾ̪]    | '雨'               | 歯-歯茎音。 |
| 西海岸バジャウ語         | 西海岸バジャウ語         | bara'          | [ba.ɾaʔ]     | '伝える'           | 母音間において有声歯はじき音。 |

### 有声歯茎たたき摩擦音
一部の言語から報告されている有声歯茎たたき摩擦音（voiced alveolar tapped fricative）は、実際は非常に短い有声歯茎非歯擦摩擦音である。

## 歯茎鼻たたき音およびはじき音

### 特徴
歯茎鼻たたき音またははじき音の特徴:
- 調音方法はたたきまたははじきであり、これは舌が非常に短時間接触するように筋肉の一回の収縮を使って生み出されることを意味する。
- 調音部位は歯茎であり、これは舌尖または舌端のいずれかを使って歯槽堤（歯茎）の位置で調音されることを意味する（それぞれ、「舌尖- 」および「舌端- 」と呼ばれる）。
- 発声は有声であり、これは調音の間に声帯が振動することを意味する。
- 鼻音であり、これは空気がもっぱら鼻を通って（鼻腔閉鎖音）、あるいは口からだけでなく鼻からも抜けることが出来ることを意味する。
- 中線音であり、これは舌の側面ではなく、中央に沿って気流を導くことによって生み出されることを意味する。
- 気流機構は肺臓的であり、これは、ほとんどの音と同様に、肺と横隔膜だけで空気を押すことによって調音されることを意味する。

### 存在
| 言語 | 言語   | 単語   | IPA      | 意味 | 注記                                                                           |
| ---- | ------ | ------ | -------- | ---- | ------------------------------------------------------------------------------ |
| 英語 | 河口域 | twenty | [ˈtw̥ɛ̃ɾ̃i] | '20' | 一部の話者、特に速い発話または砕けた発話での、強勢のない母音間の /nt/ の異音。 |
| 英語 | 北米   | twenty | [ˈtw̥ɛ̃ɾ̃i] | '20' | 一部の話者、特に速い発話または砕けた発話での、強勢のない母音間の /nt/ の異音。 |